# Чески Крумлов
Чески Крумлов (на чешки: Český Krumlov; на немски: Krummau an der Moldau или Böhmisch Krummau;на латински: Crumlaw) е градче в Южнобохемски край на Чехия, разположен на река Вълтава. Известен е най-вече с архитектурата, стария град и замъка. Сградите са в средновековен, ренесансов и бароков стил, а също и в стил рококо. Старият град е в списъка за световното наследство на ЮНЕСКО.
Český е чешкото название на областта Бохемия и градът е наименуван Český Krumlov („Бохемски Крумлов“) за да се отличава от града Моравски Крумлов в Моравия.

## Демография
| Година    | 1869 | 1900 | 1930   | 1950 | 1970   | 1980   | 1991   | 2007   |
| Население | 7278 | 9602 | 10 207 | 8827 | 10 430 | 13 776 | 14 108 | 14 056 |

## Административно деление
Чески Крумлов се дели на следните 10 части:
1. Доморадице (Domoradice)
2. Хорни Брана (Horní Brána)
3. Латран (Latrán)
4. Надражни пршедмести (Nádražní předměstí)
5. Нове Добърковице (Nové Dobrkovice)
6. Нове Споли (Nové Spolí)
7. Плешивец (Plešivec)
8. Слупенец (Slupenec)
9. Внитржни Место(Vnitřní Město)
10. Вишни (Vyšný)

## Забележителности
- Крумлов храд – замък, наричан още Шварценберг. Той има 300 стаи и е вторият по големина в страната след Пражки храд. Около 300 години е официалната резиденция на династията Розенберг, могъща аристократична фамилия, която управлява Южна Бохемия от 1316 г. до 16 век.
- Пивоварна Егенберг – просторната бирария на Чески Крумлов се намира на ул. „Латран“ N 27.
- Хотел „Руже“ се намира в ренесансова сграда от 16 век, използвана навремето от йезуитски манастир.

## Партньорски градове
- Лануртид Уелс, Уелс
- Маями Бийч, САЩ
- Словен Градец, Словения
- Хауценберг, Германия
- Фьоклабрук, Австрия

### Съдружие или някакъв вид партньорство
- Линц, Австрия
- Пасау, Германия